# Guinea-Bissau
Guinea-Bissau (portugisiska: Guiné-Bissau, /giˈnɛ biˈsau/), formellt Republiken Guinea-Bissau, är en stat i Västafrika med kust mot Atlanten. Landet, den före detta portugisiska kolonin Portugisiska Guinea, gränsar i norr till Senegal, i söder och öster till Guinea.
Landet utropade sin självständighet från Portugal den 24 september 1973 och fick sin självständighet erkänd den 10 september 1974. Guinea-Bissau är medlemsland i Förenta nationerna (sedan 17 september 1974), och den Afrikanska unionen (sedan den 19 november 1973). Landet är ett av världens fattigaste länder och betecknas som politiskt instabilt.

## Historia
Det som i dag är Guinea-Bissau har tidigare tillhört kungadömet Gabu, i sin tur under medeltiden en del av Maliriket och senare Songhairiket. På 1500-talet anlände de första portugiserna, som anlade ett par handelsstationer längs kusten. Under en period skedde också invandring från inlandet av fulanifolk. Gaburiket gick slutligen under på 1700-talet, och lämnade efter sig flera småriken i inlandet och den portugisiska kolonin Portugisiska Guinea på kusten.
Den transatlantiska slavhandeln kom att bli regionens största ekonomiska sektor, som gjorde flera småriken i inlandet mycket rika. De europeiska kolonisatörerna hölls dock länge borta från inlandet, som utforskades av först en bit in på 1800-talet. Portugiserna var i princip förvisade till hamnarna i Bissau och Cacheu.
1792 försökte också Storbritannien anlägga en koloni i området, på den då obebodda ön Bolama, men fick ge upp redan året därpå, då många av kolonisatörerna dött i gula febern. Några överlevande seglade sedan västerut över Atlanten till Västindien, där den så kallade Bolama-febern spred sig på de brittiska öarna innan den i augusti 1793 nådde Philadelphia i USA, där den tros ha dödat strax under 10 % av befolkningen. Bolama lämnades sedan åter obebodd. När portugiserna försökte kolonisera ön under 1800-talet hävdade Storbritannien sin rätt till ön, men efter att de båda länderna bett den amerikanska presidenten Ulysses S. Grant kunde agera skiljedomare i frågan, dömde presidenten 1870 att ön tillhörde Portugal, och portugiserna utsåg Bolama till huvudstaden i deras koloni Portugisiska Guinea.
När slavhandeln försvann gjorde kolonialstyret Guinea till en ren spannmålsleverantör, där all produktion och handel sköttes av det portugisiska monopolet Unio Fabril. Befolkningen drabbades hårt, med en spädbarnsdödlighet så hög som 60 procent under 1950-talet och i princip ingen möjlighet till högre utbildning för lokalbefolkningen.
Afrikanska partiet för självständighet åt Guinea och Kap Verde (PAIGC) grundades av Amilcar Cabral 1956. Ett gerillakrig inleddes och självständigheten erkändes 1974 av den portugisiska regeringen, efter den portugisiska revolutionen. I praktiken hade landet erövrat sin självständighet ett år tidigare. Guinea-Bissau och Kap Verde blev två självständiga stater.
Amilcar Cabral blev mördad 1973, och hans bror Luis de Almeida Cabral blev landets förste president. 1980 tog João Bernardo Vieira över makten i landet via en statskupp.
Med en allt svagare samhällsekonomi infördes 1991 flerpartisystem men Vieira lyckades hålla sig kvar vid makten. De första demokratiska valen hölls 1994, 1997 bytte man valuta och gick med i valutaunionen CFA-franc, då hyperinflation på den då inhemska valutan peson gjort handel svår. 1998 inledde ett militäruppror ett blodigt inbördeskrig och ledde till presidentens fall 1999. Landet styrdes av en militärjunta tills val hölls år 2000, varvid Kumba Yala blev ny president. I september 2003 genomfördes en oblodig militärkupp, Yala blev arresterad och en interimspresident tillsattes.
Presidentval genomfördes 2005 och João Bernardo Vieira valdes åter till president efter fem år i exil i Portugal. År 2006 präglades av politisk instabilitet. Efter en regeringsombildning i april 2007 stabiliserades det politiska läget tillfälligt. 2009 mördades dock João Bernardo Vieira av militärer strax efter att landets militärchef omkommit i ett bombattentat. Presidentvalet 2014 vanns av José Mário Vaz som i september samma år sparkade arméchefen Antonio Indjai och i augusti 2015 premiärministern Domingos Simões Pereira. Baciro Dja var sedan premiärminister i en månad innan ett beslut från högsta domstolen ledde till upphävandet av hans utnämning, och Carlos Correia utnämndes till ny premiärminister. Den 12 maj 2016 entledigades Correia från sitt uppdrag av presidenten i något som Correia kallade för en "konstitutionell kupp". Den 27 maj 2016 utsågs Baciro Dja till premiärminister.

## Geografi

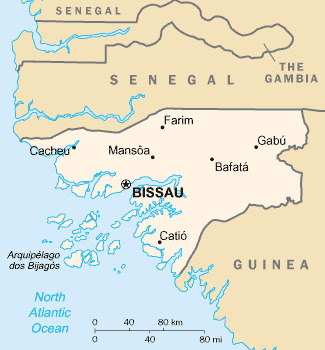
Guinea-Bissau.

### Topografi och hydrografi
Guinea-Bissau är ett skogbevuxet och i huvudsak lågt liggande land. I sydöst är det däremot lite kuperat, och berget Monte Torin är högsta punkten i landet, som mäter 262 meter över havet nära gränsen till Guinea. Landskapet är till stora delar präglat av vatten, träskmark och mangroveskogar, där det dagliga tidvattnet når så långt som 100 km inåt land. Djupa havsvikar och meandrande floddalar bildar ett nät av vatten som kallas “rias”, vilka ofta svämmar över sina bräddar, särskilt under den mycket nederbördsrika regnperioden. Detta ger goda förutsättningar för de vidsträckta risodlingar som finns i landet. Bafata´-platån genomkorsas av floderna Geba och Corubal och i nordöst bevattnas Gabu´-slätten av Cacheu-floden och Geba-floden.  Till Guinnea Bissau hör också Bijagos-arkipelagen och flera andra öar längre ut i Atlanten. Landet är litet: 36 125 km2, vilket är nära Belgien i storlek.

### Klimat
Guinea-Bissau har ett tropiskt klimat, som är påverkat av dess läge vid den så kallade  tropikfronten. Detta är det bälte av lågtryck som omger jorden vid ekvatorn, och vars rörelser över land skapar de årligen återkommande regn- och torrperioderna i tropiska länder. Regnperioden i Guinea-Bissau infaller vanligtvis mellan juni och november, då kustområdet brukar få mellan 1 500 och 3 000 mm regn. Inlandet har mer av ett savannklimat, vilket gör att mängden regn varierar, men vanligtvis är det torka mellan december och april. Temperaturen är konstant hög under året, med en medeltemperatur på runt 26°C. Under den torra årstiden blåser ibland den heta, torra, sandmättade harmattan-vinden.

### Växt-och djurliv
Växt- och djurlivet i Guinea-Bissau är väldigt rikt och varierat. Här finns särskilt tre typer av miljöer: De tidvattenpräglade kustnära flodområdena, områden med tät skog och halvöppen savann.  I de kustnära träsken flockas flamingos och pelikaner och många andra fåglar. Här lever också ett flertal arter av ormar, krokodiler och den hotade havssköldpaddan. På slätterna och i skogarna myllrar det också av liv. Här finner man ödlor, gaseller, antiloper, olika slags apor och papegojor, hyenor och leoparder. En tidigare livskraftig elefantstam är dock nästan helt utrotad från landet och flera andra djur är också starkt hotade till följd av jakt. Vattenmiljöerna i Guinnea-Bissau är mycket rika på fisk, särskilt runt Bijagós-arkipelagen.

### Miljöproblem
Några av Guinea-Bissaus miljöproblem är överfiskning samt avskogning med åtföljande jorderosion.

## Styre och politik

### Författning och styre
Nationalförsamlingen, bestående av 102 ledamöter och presidenten utses på fem år.

### Administrativ indelning

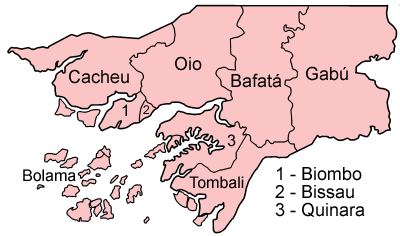
Guinea-Bissaus administrativa indelning.

Guinea-Bissau är indelat i åtta regioner (regiões) samt en autonom sektor (huvudstaden Bissau). Regionerna är i sin tur indelade i 37 sektorer.
Regioner:
- Bafatá
- Biombo
- Bolama-Bijagós
- Cacheu
- Gabú
- Oio
- Quinara
- Tombali

### Politik
Guinea-Bissau har sedan självständigheten 1974 präglats av politiska motsättningar, vilket lett till åtskilliga kuppförsök, statskupper och 1998-1999 till våldsamma stridigheter mellan presidenten João Bernardo Vieiras och brigadgeneral Ansumane Manés styrkor.
Med stöd av FN genomfördes i mars 2004 parlamentsval, i vilka PAIGC vann majoritet. 2005 valdes Vieira på nytt till landets president. Vieira var även landets president 1980 till 1999 efter att ha kommit till makten genom en statskupp.
Mordet på flottans chef Mohammed Lamine Sanha ledde i januari 2007 till våldsamma protester. I mars detta år avgick premiärminister Aristide Gomes efter en missförtroendeförklaring i parlamentet. I april samma år utsågs presidenten Martinho n’Dafa Kabi till att leda en ny koalitionsregering, bestående av PAIGC, Partido de Renocaçao Social (PRS) och Partido Unido Social Democrata (PUSD).

## Ekonomi och infrastruktur
Guinea-Bissau är ett av världens fattigaste länder och inkomstskillnaderna är bland de största i världen.

### Näringsliv

#### Jord-, skogsbruk och fiske
De huvudsakliga näringsgrenarna är jordbruk och fiske. En viktig gröda är cashew-nötter och landet är här världens femte största producent, och produktionen står för drygt 85 % landets arbetstillfällen. Man exporterar även fisk och skaldjur, jordnötter, palmmärg och timmer. Ris är en annan viktig gröda och ett viktigt basfödoämne.

#### Energi och råvaror
All elektricitet produceras med hjälp av fossila bränslen.
Naturtillgångar i landet är fisk, timmer, fosfat, bauxit och oexploaterade oljefyndigheter. Oexploaterade naturtillgångar, till exempel petroleum och fosfat, kan ge stora inkomster i framtiden. Eftersom utvecklingskostnaderna för att starta utvinning är stora, är inga sådana projekt planerade inom överskådlig tid.

### Infrastruktur
Inbördeskrig och andra strider har förstört mycket av landets infrastruktur och orsakat stor ekonomisk skada.

#### Post, telefoni och internet
År 2012 hade landet 5 000 användare av fast telefon, vilket motsvarade en procent av befolkningen. Detta kan sättas i relation till att landet tre år senare hade 1,24 miljoner användare av mobiltelefon, vilket motsvarade cirka 72 procent av befolkningen. Samma år, 2015, hade landet 61 000 internetanvändare vilket motsvarade 3,5 procent av Guinea-Bissaus befolkning.

## Befolkning
Befolkningen är starkt splittrad i olika etniska grupper. Invånarna talar olika niger-kongospråk samt kreolspråk (en blandning av portugisiska och afrikanska språk). Officiellt språk är sedan kolonialtiden portugisiska.

### Demografi

#### Urbanisering
År 2022 bodde 45,5 procent av befolkningen i städer och stadsliknande områden.

#### Minoriteter

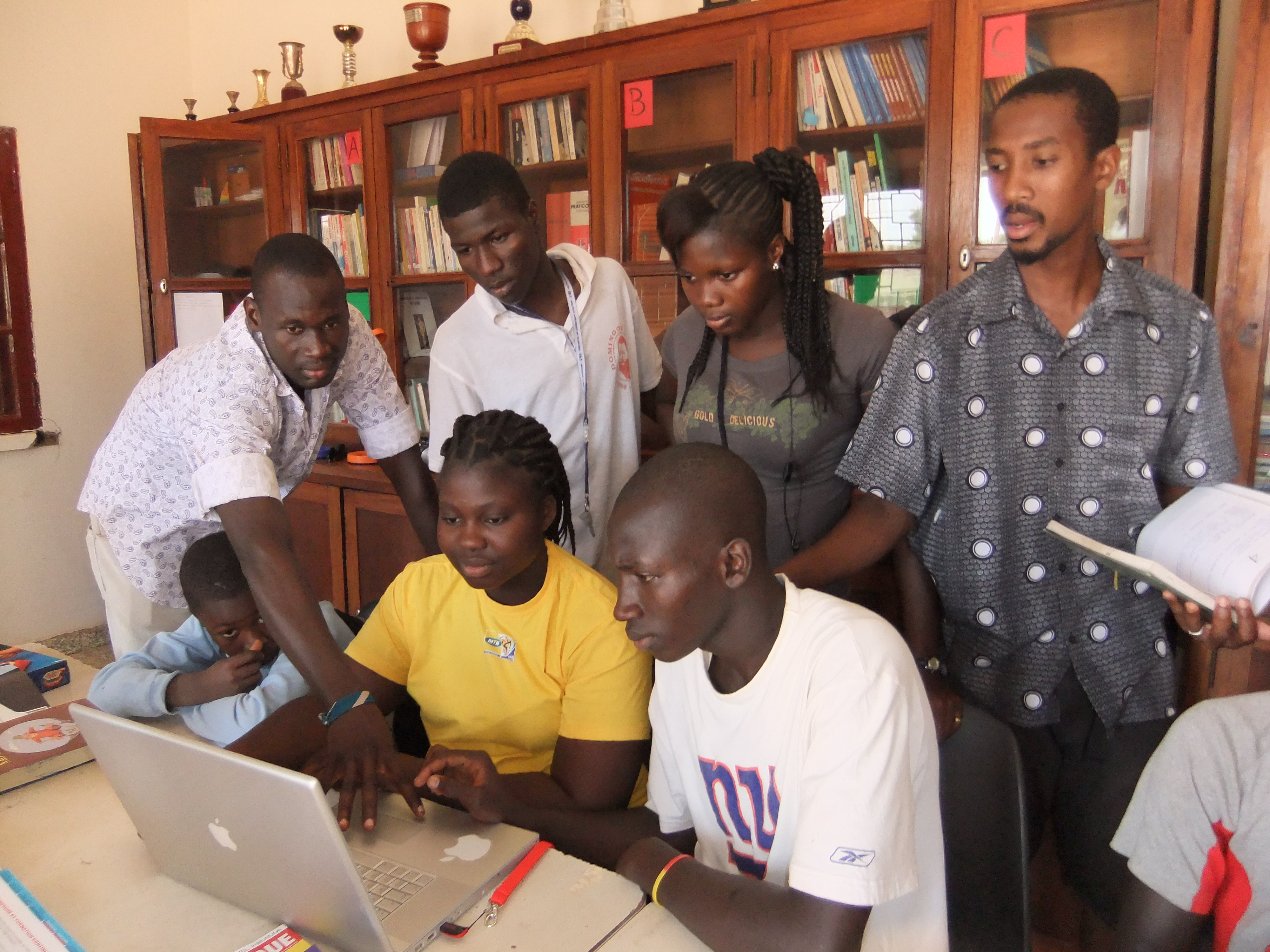
Ungdomsbiblioteket i Bissau.

Enligt en uppskattning gjord av CIA 2015 och publicerad i World Factbook var balanta tillsammans med fulani de största folkgrupperna i Guinea-Bissau. De båda grupperna uppskattades då utgöra 30 procent var (totalt 60 procent) av landets befolkning. Andra större folkgrupper var manjaco (14 procent), mandinga (13 procent) och papel (7 procent. Övriga folkgrupper utgjorde totalt 6 procent av landets befolkning.

#### Migration
År 2016 var nettomigrationen i landet 0 migranter per tusen invånare.

### Språk
Landets officiella språk är portugisiska, som omkring 27 % av befolkningen talar. Det största språket är dock Guinea-Bissau-kreol, som talas av 90,4 % av befolkningen. Franska talas av 5,1 %, engelska av 2,9 % och 2,4 % av befolkningen uppgav att de talade övriga språk. Totalen översteg 100 % då befolkningen kunde uppge flera språk.
Totalt uppskattades 52,9 procent av befolkningen över 15 år vara läs- och skrivkunniga 2021. Andelen män uppskattades uppgå till 67 procent medan andelen läs- och skrivkunniga kvinnor uppskattades till 39,9 procent.

### Religion
Ungefär halva befolkningen praktiserar traditionella inhemska religioner, 40 procent är (övervägande sunni-) muslimer och mindre än 10% är kristna. Muslimerna bor företrädesvis i de norra delarna av landet och har de flesta anhängarna bland fulani- och mandinkafolken. De kristna (både katoliker och protestanter) är koncentrerade till Bissau och andra större städer medan animismen har sin bas på landsbygden.

### Hälsa
| Fetma                                     | 2014   | 2016     |
| ----------------------------------------- | ------ | -------- |
| Andel av befolkningen                     | 6,3 %  | 9,5 % ▲  |
| Undervikt hos barn <5 år                  | 2014   | 2019     |
| Andel av befolkningen                     | 17,0 % | 18,8 % ▲ |
| Mödradödlighet                            | 2015   | 2020     |
| Antal personer 100 000 levande födda barn | 549    | 725 ▲    |

### Övrig befolkningsdata
Den senaste folkräkningen hölls den 15 mars 2009 och avsåg den faktiska (de facto) bosatta befolkningen i Guinea-Bissau, som uppgick till 1 520 830 invånare (varav 737 634 män och 783 196 kvinnor). I samma folkräkning var den folkbokförda (de jure) befolkningen 1 449 230 invånare. Tidigare folkräkningar hade hållits 1991, 1979, 1970, 1960 och 1950. Invånartalet i Guinea-Bissau uppskattades i juli 2017 av The World Factbook till 1 792 338 invånare, av Förenta nationerna (befolkning den 1 juli 2016) till 1 888 000, av Internationella valutafonden till 1 700 000 (för år 2017) samt av Världsbanken (juli 2016) till 1 815 698 invånare. En officiell befolkningsprognos utgiven 2013 av Guinea-Bissaus statistikbyrå Instituto Nacional de Estatística Guiné-Bissau och den afrikanska organisationen Observatoire économique et statistique d'Afrique subsaharienne beräknade befolkningen till 1 565 815 invånare i juli 2017, och att befolkningen skulle öka till 1 788 734 invånare i juli 2030.

## Kultur

### Massmedia

#### Radio och television
Staten äger en TV-station och en annan ägs av Rádio e Televisão de Portugal (Rádio e Televisão de Portugal Africa). Staten äger en radiostation och det finns privata radiostationer.

## Internationella rankningar
| Organisation                                | Undersökning                   | Bedömning                                  | Rankning   |
| ------------------------------------------- | ------------------------------ | ------------------------------------------ | ---------- |
| Heritage Foundation/The Wall Street Journal | Ekonomisk frihet-index 2019    | 54,0 (Mostly Unfree)                       | 135 av 180 |
| Reportrar utan gränser                      | World Press Freedom Index 2019 | 30,95 (0 är bäst)                          | 89 av 180  |
| Transparency International                  | Korruptionsindex 2018          | 16 (0 är väldigt korrupt-100 väldigt rent) | 172 av 180 |
| FN:s utvecklingsprogram                     | Human Development Index 2018   | 0,461 - low human development              | 178 av 189 |